# دانيال سوسا
دانيال سوسا (بالإسبانية: Daniel Sosa Bertoni)‏ هو مجدف باراغواياني، ولد في 18 يناير 1983.

## وصلات خارجية
- دانيال سوسا على موقع الاتحاد الدولي للتجديف (الإنجليزية)
- دانيال سوسا على موقع اللجنة الأولمبية الدولية (الإنجليزية)
- دانيال سوسا على موقع أوليمبيديا (الإنجليزية)